# Tidewater 300 1965
Tidewater 300 1965 var ett stockcarlopp ingående i Nascar Grand National Series (nuvarande Nascar Cup Series) som kördes 7 november 1965 på den 0,333 mile (535,912 m) långa ovalbanan Dog Track Speedway i Moyock i North Carolina. Totalt avverkades 99,9 miles (160,773 km) fördelat på 300 varv. Banunderlaget var asfalt. Loppet vanns av Ned Jarrett i en Ford på tiden 1:34.05 körande för Bondy Long. 
Jarrettss snitthastighet uppgick till 63,7731 mph. Han var vid målgång ensam förare på ledarvarvet, ett varv före tvåan Bobby Isaac. Prispotten uppgick till 4 851 dollar, varav 1 111 dollar gick till segraren.

## Resultat
| Plc     | Nr | Förare          | Team/ bilägare              | Konstruktör | Start | Varv | Ledda varv |
| ------- | -- | --------------- | --------------------------- | ----------- | ----- | ---- | ---------- |
| 1       | 11 | Ned Jarrett     | Bondy Long                  | Ford        | 2     | 300  | 56         |
| 2       | 26 | Bobby Isaac     | Junior Johnson & Associates | Ford        | 1     | 299  | 172        |
| 3       | 87 | Buddy Baker     | Buck Baker Racing           | Chevrolet   | 15    | 297  | i.u.       |
| 4       | 42 | Jim Paschal     | Petty Enterprises           | Plymouth    | 4     | 297  | 6          |
| 5       | 59 | Tom Pistone     | Glen Sweet                  | Ford        | 3     | 295  | i.u.       |
| 6       | 02 | Doug Cooper     | Bob Cooper                  | Chevrolet   | 14    | 293  | i.u.       |
| 7       | 19 | J.T. Putney     | Herman Beam                 | Chevrolet   | 5     | 291  | i.u.       |
| 8       | 16 | Sam McQuagg     | Kenny Myler                 | Ford        | 10    | 291  | i.u.       |
| 9       | 88 | Neil Castles    | Buck Baker Racing           | Dodge       | 6     | 289  | i.u.       |
| 10      | 48 | John Sears      | DeWitt Racing               | Ford        | 20    | 280  | i.u.       |
| 11      | 68 | Bob Derrington  | Bob Derrington              | Ford        | 18    | 268  | i.u.       |
| 12      | 80 | Worth McMillion | Allen McMillion             | Pontiac     | 24    | 265  | i.u.       |
| 13      | 38 | Wayne Smith     | Archie Smith                | Chevrolet   | 19    | 257  | i.u.       |
| 14      | 89 | Goldie Parsons  | Buck Baker Racing           | Oldsmobile  | 21    | 242  | i.u.       |
| 15      | 9  | Roy Tyner       | Roy Tyner                   | Chevrolet   | 13    | 233  | i.u.       |
| 16      | 7  | Bobby Johns     | Shorty Johns                | Pontiac     | 7     | 200  | i.u.       |
| 17      | 1  | Gil Hearne      | i.u.                        | Ford        | 11    | 179  | i.u.       |
| 18      | 00 | Bill Champion   | i.u.                        | Ford        | 17    | 109  | i.u.       |
| 19      | 44 | Jim Tatum       | Larry Hess                  | Ford        | 23    | 103  | i.u.       |
| 20      | 99 | Joe Holder      | Gene Hobby                  | Dodge       | 22    | 100  | i.u.       |
| 21      | 64 | Elmo Langley    | Langley-Woodfield Racing    | Ford        | 9     | 81   | i.u.       |
| 22      | 34 | Wendell Scott   | Scott Racing                | Ford        | 12    | 32   | i.u.       |
| 23      | 18 | Darel Dieringer | Toy Bolton                  | Chevrolet   | 8     | 24   | i.u.       |
| 24      | 62 | Buddy Arrington | Arrington Racing            | Dodge       | 16    | 15   | i.u.       |
| 25      | 83 | G.T. Nolan      | Allen McMillion             | Pontiac     | 25    | 2    | i.u.       |
| Källor: |    |                 |                             |             |       |      |            |